# Маниович, Яков Иосифович
Яков Иосифович Маниович (1925, Одесса — 11 мая 2017 года) — известный адвокат, организатор создания памятника жертвам Холокоста в Прохоровском сквере, Почётный гражданин Одессы, ветеран Второй мировой войны. Был старейшим адвокатом Израиля.

## Биография
Родился в семье Иосифа Юдковича Маниовича (1902.03.01,Одесса - после 1998, Германия).
В возрасте 17 лет пошел добровольцем на фронт. Попал в лагерь смерти в Одессе, но смог бежать. После этого воевал в 333-й стрелковой дивизии и принимал участие в освобождении Одессы от нацистов и коллаборационистов. Из-за  ранения впоследствии стал инвалидом первой группы. Боевые заслуги были отмечены орденами и медалями.
После окончания войны стал адвокатом. В 1945 году поступил в юридический институт, который впоследствии без отрыва от работы и с отличием окончил. Во время учёбы он женился и стал заведующим юридической консультацией. Не единожды вступал в конфликты с советской властью. В 1970-е годы переехал в Израиль. В Израиле создал Всеизраильское землячество «Одесса» и Товарищество дружбы и согласия между народами «Израиль — Украина» и «Украина — Израиль».
В 2009 году на деньги Якова Маниовича в Прохоровском сквере, откуда евреев отправляли по «Дороге смерти» в лагерь «Богдановка», создан мемориал жертвам Холокоста.
Скончался 11 мая 2017 года. По случаю смерти Одесский городской голова, городской совет и его исполнительный комитет выразили глубокое соболезнование родным.

## Награды
- Орден Дружбы (1 апреля 1995 года, Россия) — за активную работу по развитию сотрудничества и дружественных связей между ветеранскими организациями Израиля и Российской Федерации[8].
- Орден «За заслуги» III степени (21 апреля 1998 года, Украина) — за весомый личный вклад в развитие украинско-израильских отношений[9].
- Орден Отечественной войны I степени.
- Почётный гражданин Одессы (15 июня 2004 года).